# Solovey
Solovey (nórdico antiguo: Sölvi) fue un mercader, guerrero y explorador vikingo, un aventurero varego que según las fuentes históricas llegó a Kiev con  treinta magníficos drakkars, cuyas proas estaban decoradas con cabezas de alces y aurochs, las velas preciosamente tejidas de lienzo, con anillos de plata y anclas de acero. Llegó desde Veter, cruzando el mar de Dunai hasta llegar a Nieprovskiy Gorod. Desembarcó en un muelle hecho de hueso de ballena (Valtsen) y fue recibido como invitado de Vladimiro I de Kiev, recitando bylinas desde el mar con un svirsk (harpa sueca).